# Gefireus
Els Gefireus (en grec Γεφυραῖοι, Gephyraíoi), també coneguts en llatí com els Gephyraei, foren una família o clan atenenc a què van pertànyer Harmodi i Aristogitó. Segons ells mateixos deien, eren originaris d'Erètria i Heròdot els assigna ascendència fenícia. D'acord amb la tradició, haurien seguit Cadme a Beòcia, on haurien obtingut el territori de Tanagra, del qual foren expulsats pels beocis, i aleshores es van traslladar a Atenes, on van obtenir la ciutadania. Es van establir a la vora del riu Cefís, que separava el territori d'Atenes del d'Eleusis.
Segons l'Etymologicon Magnum, el seu nom derivaria d'un pont (en grec γέφυρα, géphyra) en aquest riu, però això sembla descartat, ja que la paraula γέφυρα és posterior.
Van construir temples a Atenes, especialment el de Demèter Aquea, el culte de la qual sembla que van portar de Beòcia.